# ジル・ビダル
衛詩（ジル・ビダル、Jill. Vidal、1982年4月13日 -）は、中国・韓国・フィリピンの混血で、香港の女性歌手・女優である。身長160cm、体重47kg、星座はおひつじ座。歌手の衛蘭（ジャニス・ビダル）は双子の姉。イギリス国籍。
代表曲は「寂寞 Lonely」、「Heartbreaker」、「Get Out」など。

## 人物・経歴
- 姉のジャニス・ダビルの紹介で、エー・ミュージックに所属することになる。
- 2006年4月13日、ファーストアルバムである「Hit Me」を発売。以後、4枚のアルバムをリリース。4枚目の「Jillympics」は、北京オリンピック開幕式と同じ8月8日に発売された。
- 2007年3月28日から4月1日にかけて行われたファーストコンサートでは、香港歌手にとって憧れの地でもある香港コロシアムで行った。また、姉のジャニスや、所属事務所の代表である黎明（レオン・ライ）や、蔡卓妍（シャーリーン・チョイ）、泳兒といったアーティストがゲスト出演した。
- 2009年2月24日、東京都渋谷区の店で万引きの疑いがあると取り押さえられた際、大麻成分を含むタバコを所持していたとして、大麻取締法違反（所持）の現行犯で、警視庁渋谷警察署に逮捕され、後にヘロインも所持していた事が明らかになった。その結果、麻薬及び向精神薬取締法違反で起訴された[1]。
  - 4月24日、東京地方裁判所にて裁判が行われ、懲役2年、執行猶予3年の判決が言い渡された[2]。裁判の過程で、2008年4月から、芸能記者に追跡されたり、不祥事による過熱報道などからストレスを受け、友人の誘いで初めてヘロインを吸引。1年間に、彼女は100回～150回ほどのヘロインを吸引した。毎週、2回～3回ほど吸引していたことや、ヘロインは、香港でATMから振り込んだことなどを明らかにした。また、審問中、英語で「香港や日本の友達に申し訳ないことをした。今後絶対に、絶対にヘロインなどの薬物は摂取しない」と語った[3]。
  - 4月30日、所属事務所エー・ミュージック社長の黎明(レオン・ライ)が記者会見を開き、ジルとの契約を打ち切ったと語り、この事件における裁判費用や、彼女の両親をはじめとする関連人物の来日に関する費用(それらはすべて、所属事務所であるエー・ミュージックから出ている)返済のため、新たに三年契約を結んだという噂については否定した。また、百事活娯楽事業有限公司とのマネジメント契約はそのままだという[4]。
- 3月24日、双子の姉のジャニスが違法薬物の使用禁止を訴える新曲「999」を発表し、記者会見上で「妹・ジルの事件が青少年に悪影響を与えないように、違法薬物の恐ろしさを伝える曲を作った」と語った[5]。

## ディスコグラフィー
- Hit Me（CD+VCD）（2006年4月13日）
- Diamond Love（AVCD）（2006年11月21日）
- Jillympics（CD）（2008年8月8日）

## 主な出演作品

### 映画
- 縁邀知音（2006年、ミュージカル映画）

## コンサート
- Janice My First演唱会 - 2007年、香港コロシアム
- ジャニス・ジル Our Firstコンサート - 2007年、マカオ